# Megatoma angularis
Megatoma angularis is een keversoort uit de familie spektorren (Dermestidae). De wetenschappelijke naam van de soort werd in 1853 gepubliceerd door Carl Gustaf Mannerheim.